# لينكون (فلم 2012)
لينكون (بالإنجليزية: Lincoln) هو فيلم تاريخي ودراما 2012 من إخراج وإنتاج ستيفن سبيلبرغ، الفيلم من بطولة دانيال دي لويس بدور رئيس الولايات المتحدة أبراهام لينكون وسالي فيلد بدور ميري توود لينكون. الفيلم مقتبس عن جزء من رواية دوريس غودوين بعنوان "فريق من المنافسين: العبقرية السياسية لأبراهام لينكون"، يغطي الفيلم الأشهر الأربعة الأخيرة من حياة لينكون حيث يركز على جهوده في يناير عام 1865 لأقناع مجلس النواب الأمريكي بتمرير التعديل الثالث عشر للدستور والذي يمنع العبودية.

## الاستقبال النقدي
نال الفيلم استحسانا كبيرا من قبل النقاد مع مديح كبير لدانيال دي لويس على دوره في الفيلم. في ديسمبر 2012، رشح الفيلم لثماني جوائز غولدن غلوب من ضمنها أفضل فيلم وأفضل مخرج وأفضل ممثل درامي لدي لويس حيث ربح الجائزة الأخير. الفيلم مرشح حالياًَ لـ 12 جائزة اوسكار من ضمنها: أفضل فيلم، أفضل مخرج، أفضل ممثل بدور رئيسي، أفضل نص سينمائي مقتبس، وهو الفيلم الأكثر ترشيحاً لجوائز الأوسكار لسنة 2013.
فاز الفيلم بجائزتي أوسكار بفئة أفضل ممثل رئيسي للمثل دانيل دي لويس وأفضل تصميم.

## روابط خارجية
- مقالات تستعمل روابط فنية بلا صلة مع ويكي بيانات